# 竹南后厝龍鳳宮
竹南后厝龍鳳宮，俗稱后厝媽祖廟，位於臺灣苗栗縣竹南鎮龍安街69號，主祀華南著名的海神天上聖母（媽祖），為竹南外天后宮（內天后宮為竹南慈裕宮），有知名的大媽祖神像建築，每年農曆正月初五例行舉辦乞龜「擲龜王」活動。現任榮譽主任委員為立法委員陳超明。

## 沿革

#### 登陸供奉
相傳清初福建泉州府惠安縣頭北地區漁民，奉湄洲天上聖母的香火到竹南海濱建小廟奉祀，神蹟顯赫故信眾甚多。頭北人操持極為特殊的口音（頭北話），散居苗栗沿海地區，北自竹南崎頂開始，南到白沙屯，都有頭北人的足跡。另說，鄭成功部將楊祖在竹南后厝仔一帶登陸，將軍中奉祀的媽祖神像暫置一小祠供奉。

#### 建廟
小祠位於海濱，日久因海沙躉積而傾頹，遂遷於天文里崙仔頂，迄嘉慶年間，村民林振順捐出大坵園現址為廟地，本地檀越等也集資建廟，以供居民永久奉祀，並因有「廻龍顧主，鳳頸之上」之風水，正式命名為「龍鳳宮」。清道光16年（1836年）信士翁芳獻蟠龍石香爐以謝神恩。該廟原始信仰轄區五十三庄，護佑庄民迄今三百餘年，為台灣媽祖信仰文化中重要的廟宇之一。

## 建築
廟身建於清道光16年（1836年），昭和8年（1933年）、民國59年（1970年）擴建，民國80年興建龍吟樓、鳳鳴閣、文化大樓等

民國89年建造廟前山門，民國94年興建後殿五路財神殿、六十甲子太歲殿

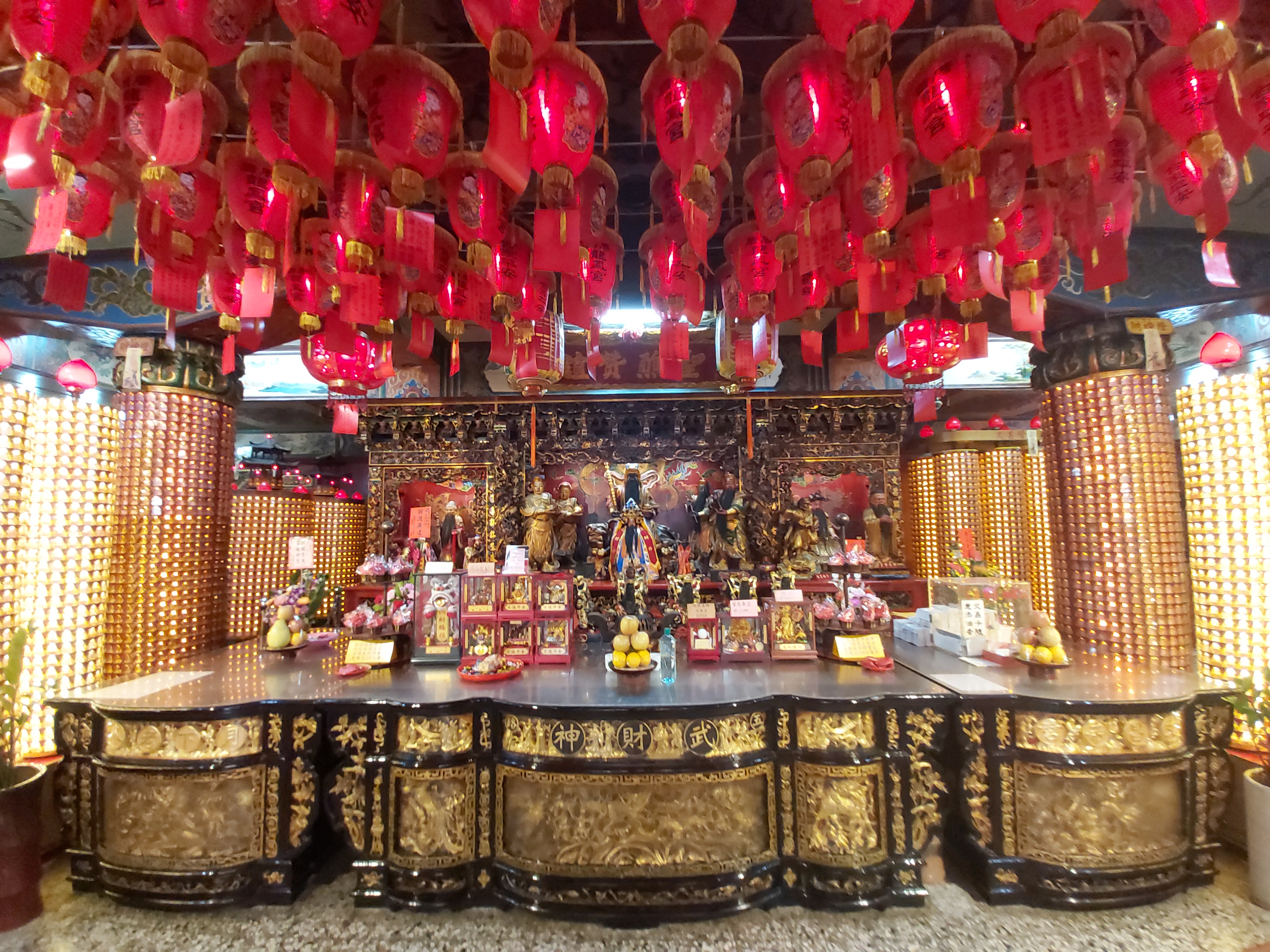
五路財神殿
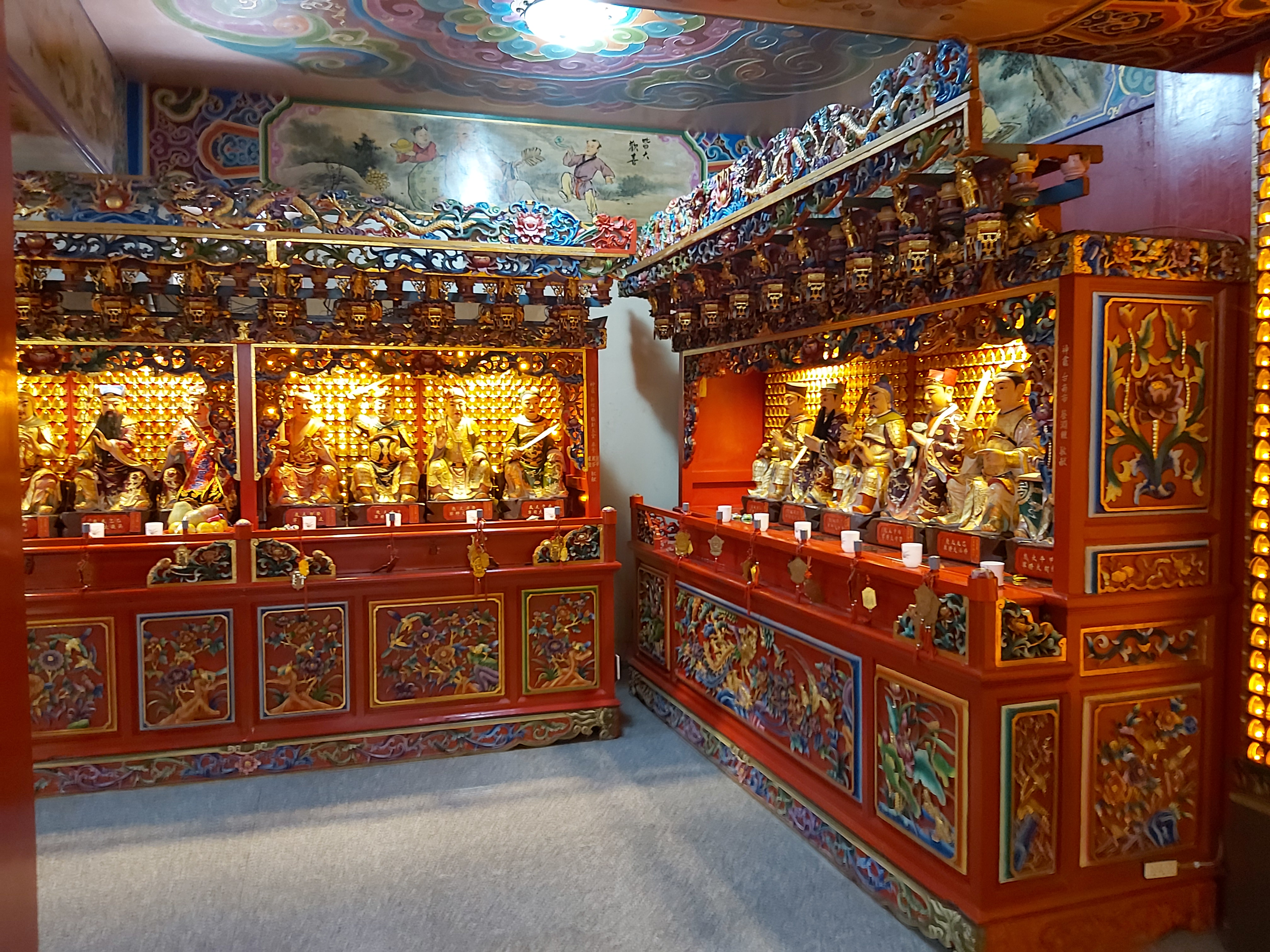
六十甲子太歲殿
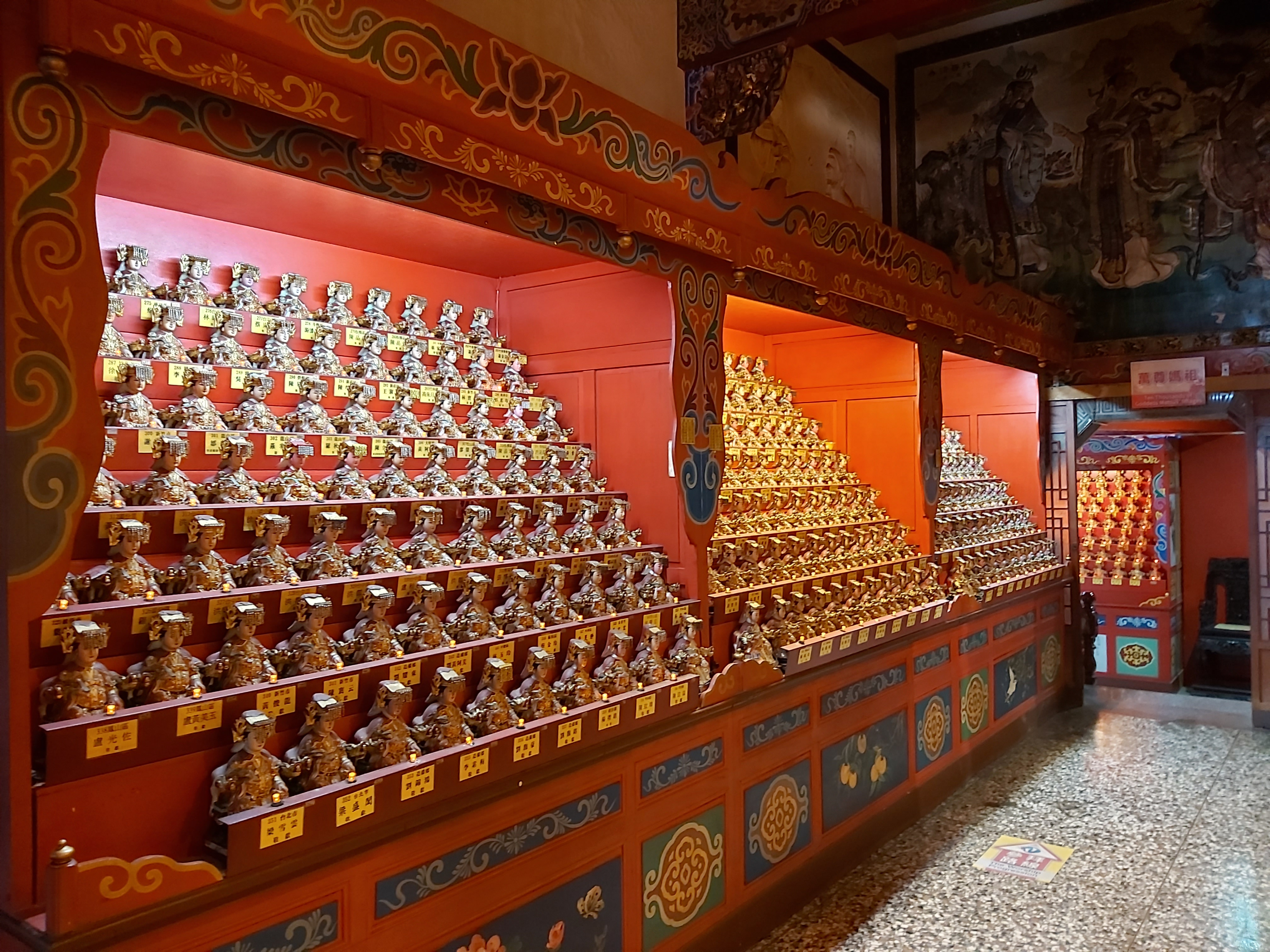
萬尊媽祖殿

#### 裝飾

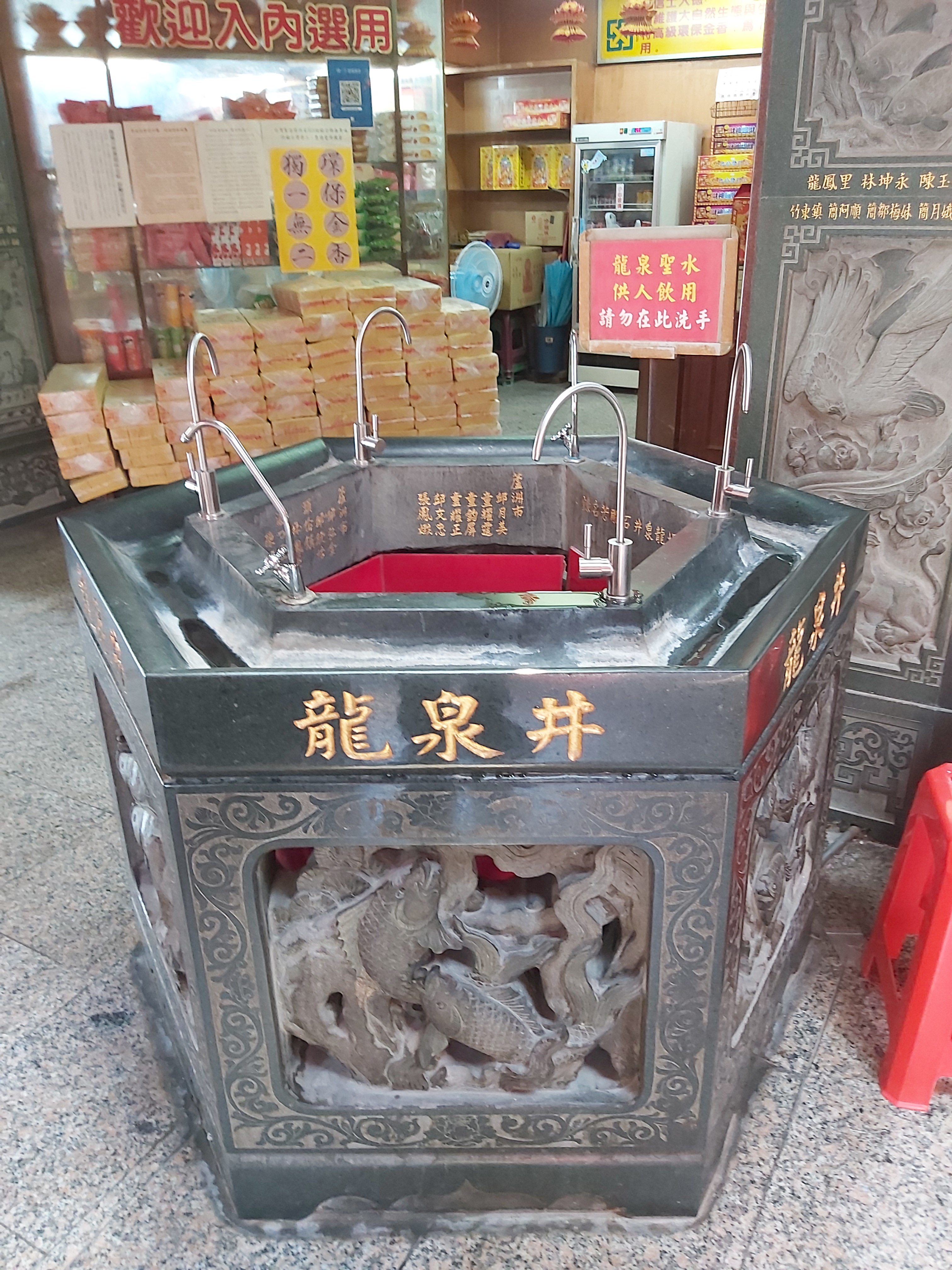
位於室內的龍泉井

昭和6年（1931年）重新整修時，新竹州許多名士都在殿內留有鴻爪，如張麟書、鄭永南、李逸樵、朱香光、陳雨亭、陳調元、陳克猷、李呈才與李澄浦父子等。另外主殿通往左右廡的員光門上，各有一幅交趾陶作品，據信為大師陳天乞的作品。
牆上壁畫有二十四孝圖及媽祖救難圖，此外民國104年（2015年）亦聘請李登勝大師繪製鍾馗嫁妹等數幅墨畫。

#### 龍泉井
相傳日治大正初年，瘟疫流行各地，該廟出現泉水醫治百姓，是為龍泉井。

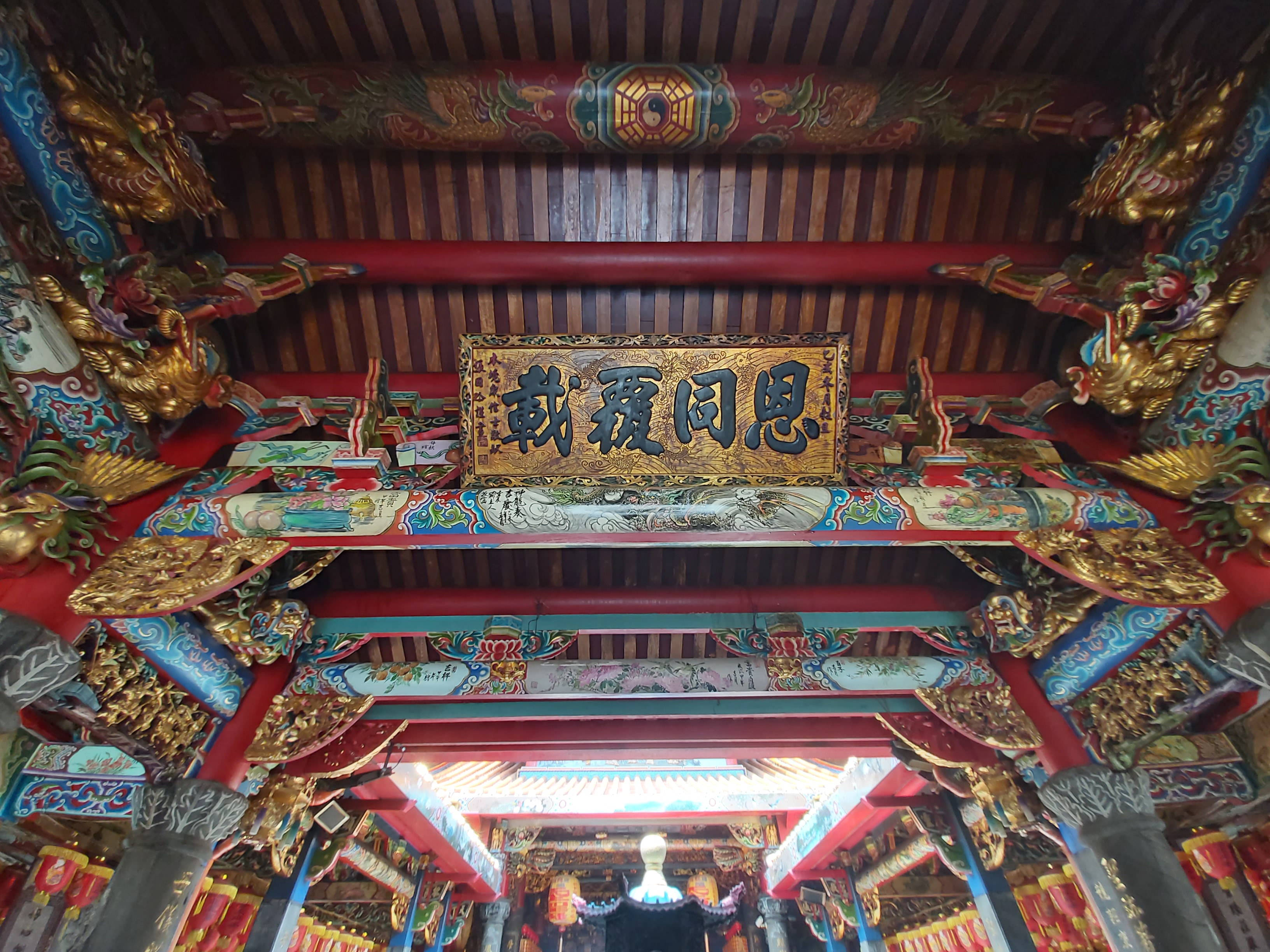
三川殿「恩同覆載」匾，歲次己亥年（1959年）由眾信士敬獻。

## 文物
- 「德參乙六」匾額：清道光28年（1848年）由沐恩弟子陳位興叩贈
- 「垂慈篤祐」匾額：咸豐2年（1852年）另由職員用輝敬立
- 「惠我無疆」匾額：同治11年（1872年）後壠街生員陳紹熙贈
- 「與天同功」匾額：光緒11年（1885年）新竹仕紳鄭如蘭復立

后厝龍鳳宮內的所有古匾皆由信徒以個人名義贈予廟宇，在大正3年（1914年）出現神蹟以前仍非在地主要信仰中心。

## 大媽祖
龍鳳宮後殿三樓塑有136台尺天上聖母寶像，由薪傳獎大師林增桶主導設計規劃，全尊以樹脂加玻璃纖維(FRP)為模，水泥澆灌塑造而成，線條柔美順暢，以當時工藝實屬難得。完工後，龍鳳宮即被信眾俗稱「大媽祖」。

#### 緣由

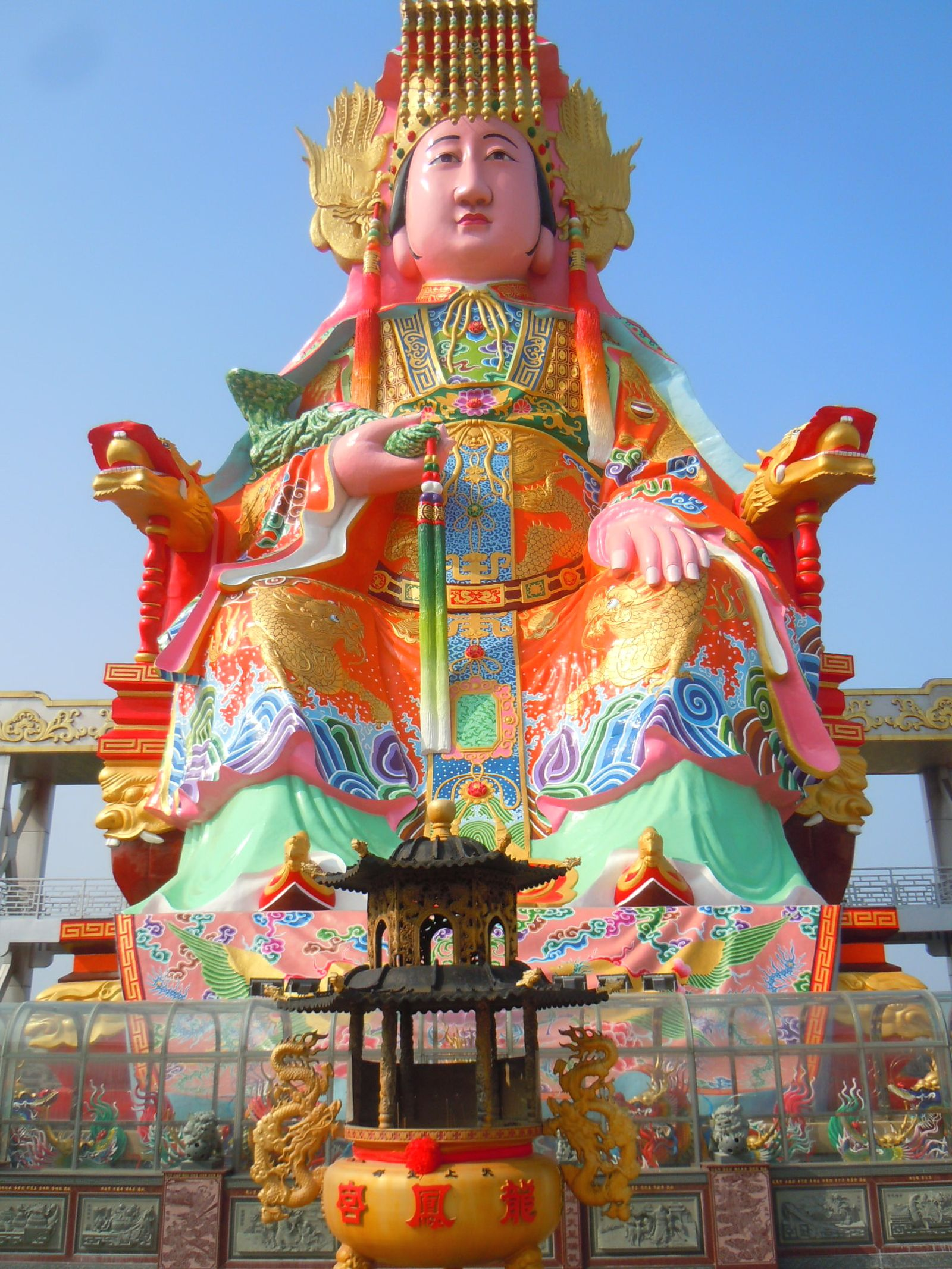
竹南后厝龍鳳宮大媽祖神像

西元1970年代，適逢龍鳳宮舉行完五十三庄醮典與繞境活動，由主任委員陳錫坤（立法委員陳超明父親）與眾委員人等發起建造大媽祖的構想，以感念聖母靈感，庇佑闔境平安。
而此計畫號召了竹南、頭份、後龍、香山、造橋遠至五十三庄以及全國信士共同發心捐資落成。民國70－72年（1981－1983年）底斥資新台幣1500萬元打造廟頂上著名的媽祖塑像。塑像耗費三年建成，
民國73年（1984年）由香港道教聯誼會主席張銘佳道長主持開光陞座大典，高達136臺尺（45公尺，12層樓），為世界最高的媽祖坐姿塑像。

#### 造像
大媽祖採坐姿型態，高136台尺，頭戴九垂雙鳳冕旒，身著五爪金龍披橘袍，外披有紅色外袍及奉帽，手持如意，端坐龍頭椅上，面容慈祥和煦；前方樓梯間上方另雕有龍鳳來朝之意象，呼應龍鳳宮
之廟名；兩側通往二樓樓梯間上塑有千里眼順風耳將軍塑像

#### 內部規劃
塑像內部則分為12層樓，目前因內部尚未修繕，並無開放。

#### 軼聞
2010年有信眾發現大媽祖聖像右眉上方的鳳冠邊緣有喜鵲築巢，廟方擔心喜鵲的排泄物會玷污聖像，對媽祖娘娘不敬，原本要趕走喜鵲、清除巢穴，但也有許多信眾認為這或許是好兆頭，經主任委員陳超明請示媽祖後，媽祖的旨意是「毋須多擾」，陳超明解讀認為，媽祖娘娘慈悲為懷，庇佑黎民也悲憫萬物，即使喜鵲在聖母的額頭築巢，祂也認為無妨、無礙。

## 奉祀神祇
竹南后厝龍鳳宮主祀湄洲天上聖母，正殿配祀註生娘娘、福德正神、五穀先帝、關聖帝君
後殿一樓配祀五路財神、文昌帝君、至聖先師、文魁星君、月老星君，後殿二樓配祀觀音佛祖、瑤池金母與媽祖聖父母。

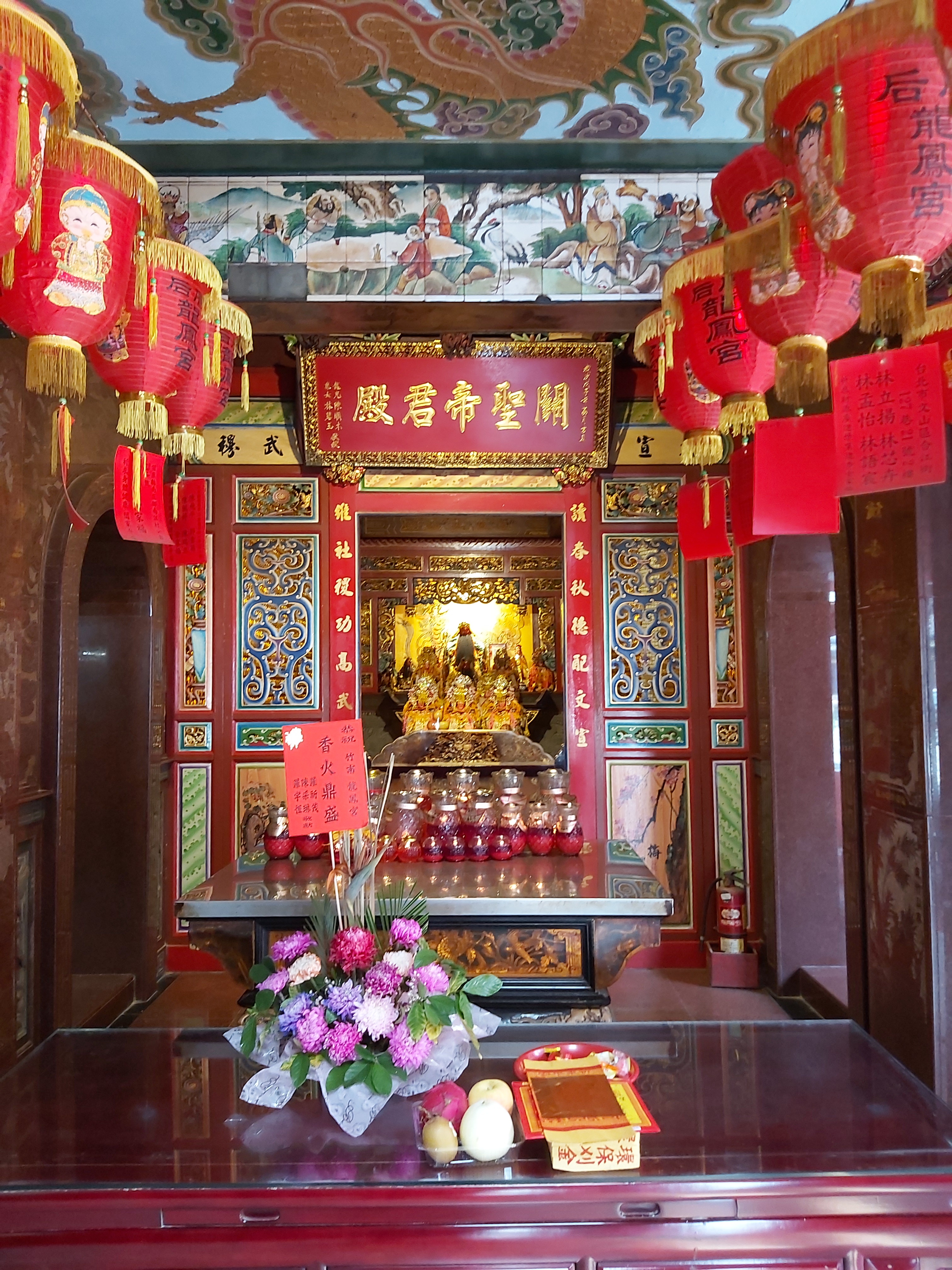
關聖帝君殿
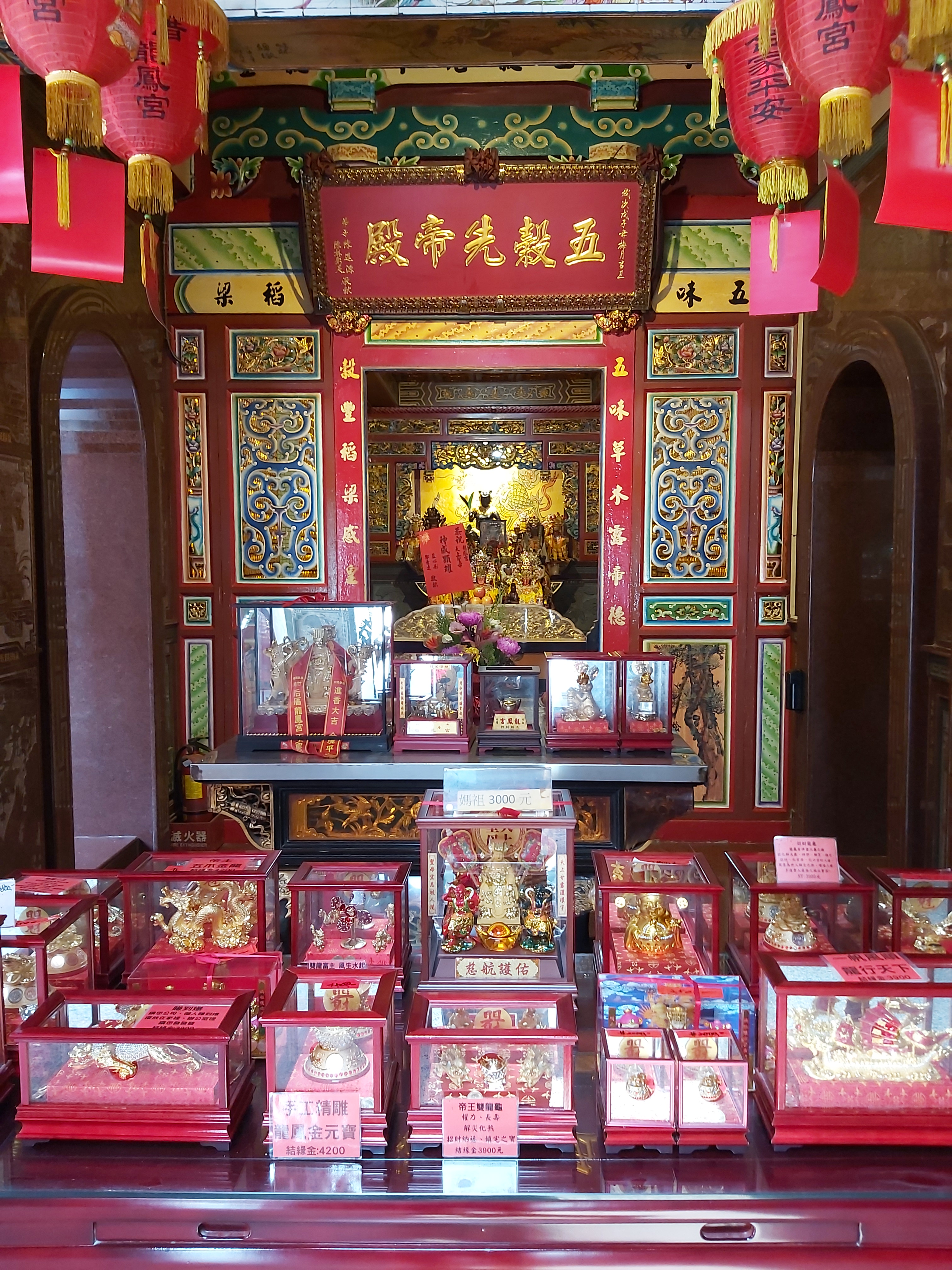
五穀先帝殿
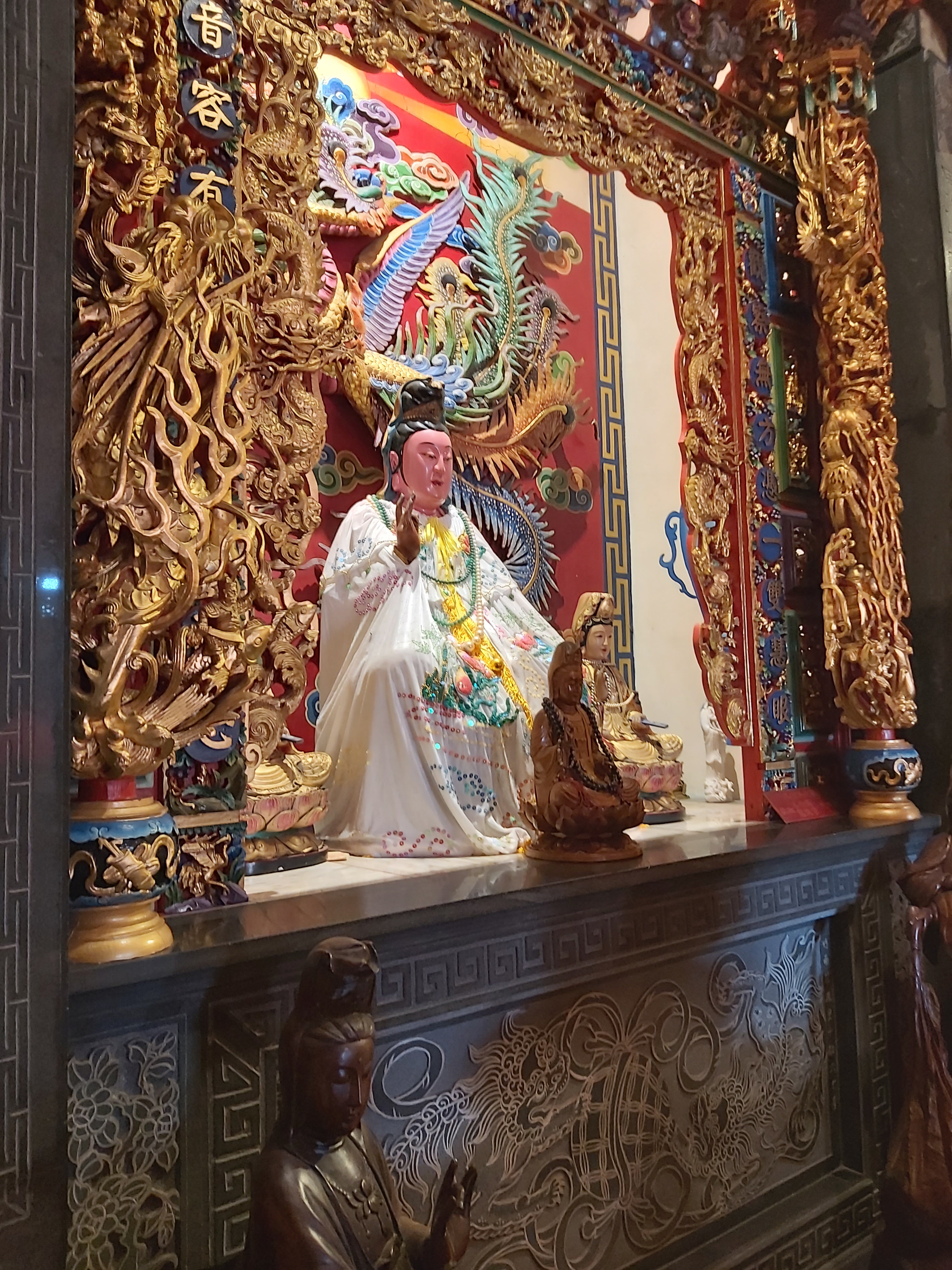
觀音佛祖龕
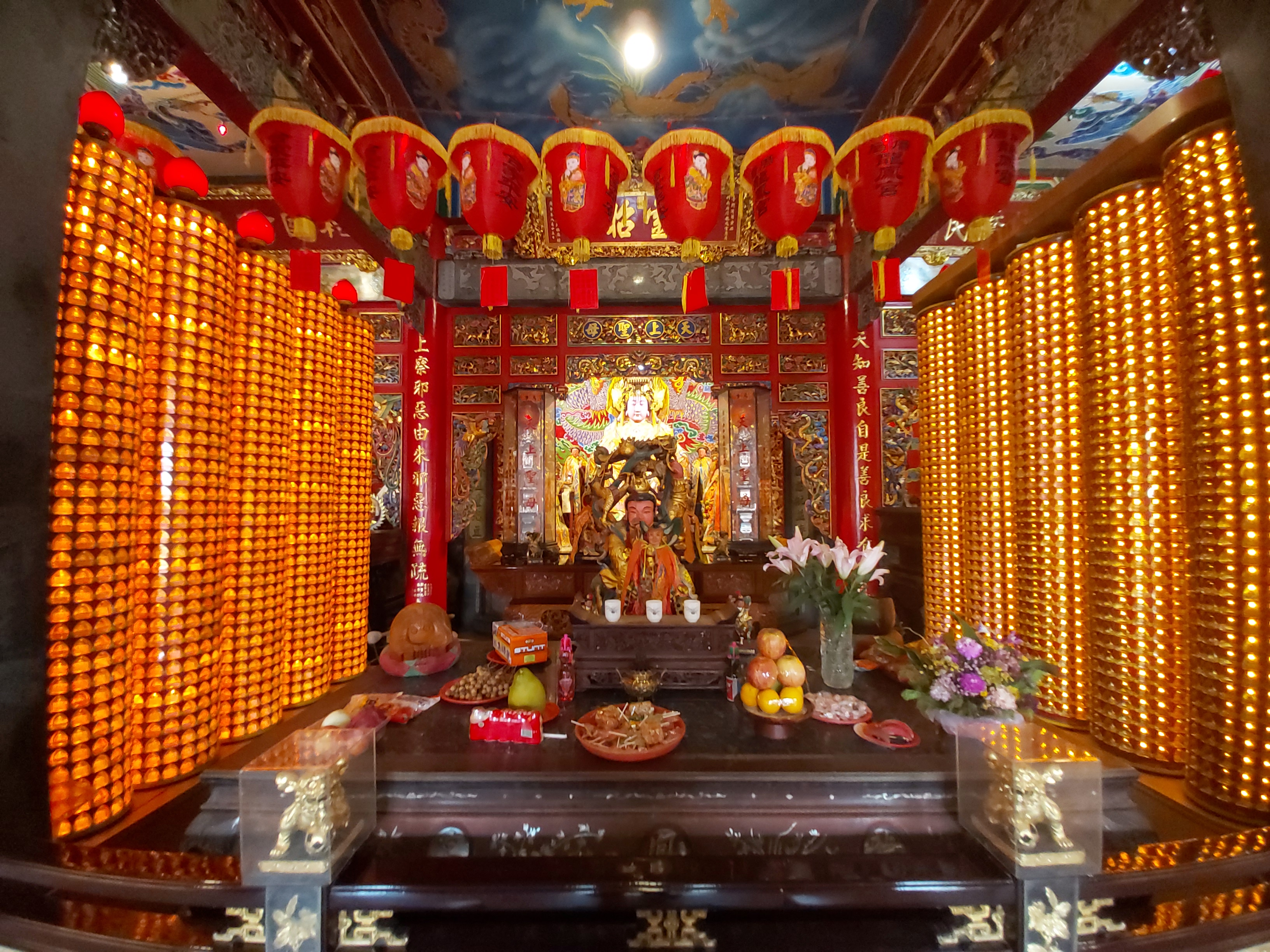
湄洲媽祖殿
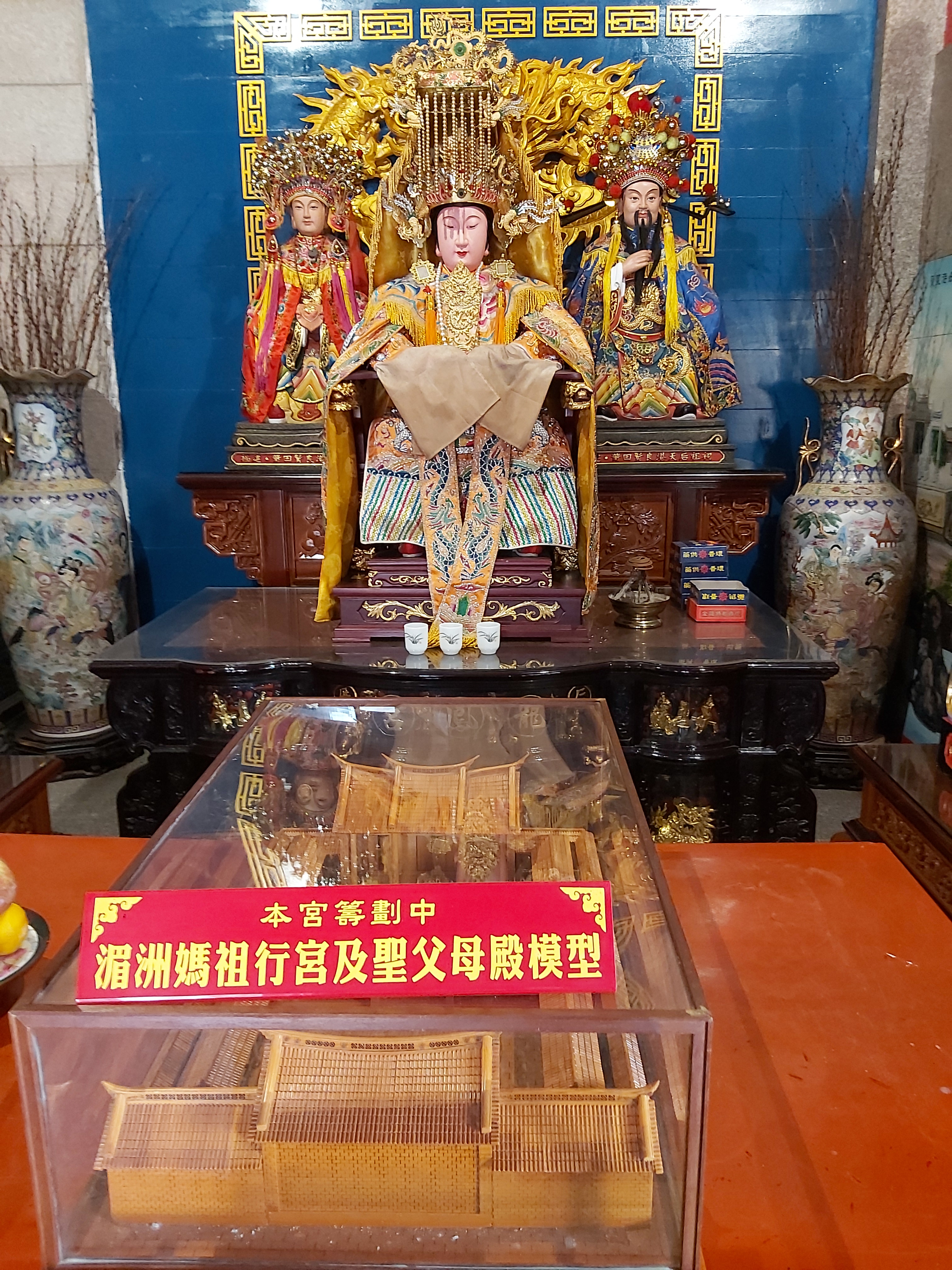
聖父母殿

## 祀神聖誕
- 玉皇上帝(農曆正月初九日)
- 天上聖母(農曆三月廿三日)
- 太子元帥(農曆九月初九日)
- 註生娘娘(農曆三月二十日)
- 福德正神(農曆二月初二日)
- 神農大帝(農曆四月廿六日)
- 關聖帝君(農曆六月廿四日)
- 瑤池金母(農曆七月十八日)
- 觀音佛祖(農曆二月十九日誕辰)、（農曆六月十九日得道）、（農曆九月十九日出家紀念）
- 文昌帝君(農曆二月初三日)
- 魁斗星君(農曆七月初七日)
- 月下老人(農曆八月十五日)
- 至聖先師(農曆八月廿七日)

## 外部連結
- 竹南后厝龍鳳宮的Facebook專頁 （页面存档备份，存于）

24°41′37.0104″N 120°51′59.2668″E / 24.693614000°N 120.866463000°E